# Eggern
Eggern là một thị trấn ở huyện Gmünd thuộc bang Niederösterreich nước Áo. Đô thị Eggern có diện tích 20,2 km², dân số năm 2001 là 777 người.